# 欧洲科学编辑学会
欧洲科学编辑学会（EASE）是致力于科学交流和编辑工作的非盈利性会员组织，于1982年在法国成立，目前拥有众多不同背景和专业知识的国际会员。

## 历史
EASE在1982年5月法国波城由欧洲生命科学编辑协会（ELSE）和欧洲地球科学编辑联合会组成。

## 主要活动
EASE旨在帮助其会员跟踪科学出版的新变化趋势并锤炼其专业技能。
- 一个交流编辑经验和思路的电子论坛 - EASE-论坛
- 年会并链接报告主题
- 3年一次的大会
- 主要学术事件的专题介绍（例如， 2010年在意大利都灵召开的欧洲科学开放论坛职业培训专场，参见录像）
- 热点主题的论坛或研讨会（EASE会员可拥有折扣）
- 在EASE网站发布工作，培训和招聘的广告（EASE会员免费）
- 从改稿到办公室管理涵盖所有编辑业务的《科学编辑手册》 （EASE会员可免费获得，参见目录 （页面存档备份，存于））
- 结识并维系自由撰稿人的平台
- 结识国际同行的机会
- 潜在工作、培训和招聘的机会

## 出版物
- 季刊《欧洲科学编辑》发表科学与编辑，书籍与网络评价，地区与国家新闻以及学术资源相关的文章
- EASE期刊博客 （页面存档备份，存于） – 《欧洲科学编辑》中选出的会员与非会员的文章
- 科技编辑手册 （页面存档备份，存于），涵盖从改稿到办公室管理所有与编辑有关的内容，以及同行评议以及如何处理与媒体的关系；定期刊出新的与更新的章节，分发给购书的会员和非会员
- 不合理应用影响因子的声明
- 多种语言的《EASE科技文章作者与译者指南》

## 会员
EASE拥有欧洲和世界其他地方的超过50个国家的550名会员。
会员在许多行业与领域工作：责任编辑，科学工作者，译者，出版商，网络与多媒体工作者，索引工作者，图片设计者，统计学编辑，科技作家，作者编辑，新闻工作者，企业传播者，技术绘图员，校对与生产人员。

## 主要会议
EASE每3年举办一次大会。下届会议将会在2012年六月于爱沙尼亚的塔林召开。
往届会议：
2009 意大利比萨
2006 波兰克拉科夫
2003 英国巴斯
2003 加拿大新斯科舍省哈利法克斯（与AESE联合会议）
2000 法国图尔
1998 美国华盛顿特区（与CBE和AESE联合会议）
1997 芬兰赫尔辛基
1994 匈牙利布达佩斯
1991 英国牛津
1989 加拿大渥太华（与CBE和AESE联合会议）
1988 瑞士巴塞尔
1985 挪威霍尔门科仑
1982 法国波城

### 2009年会议：科技交流的诚信
2009年9月16-19日在意大利比萨召开了EASE大会。此次会议采用了2007年9月16-19号在葡萄牙里斯本举办的第一届世界研究诚信大会的主题。第一届世界大会为欧洲科学基金会和美国研究诚信办公室联合倡议；提供了研讨协调处理研究学术不端政策和推动进行负责任研究的平台。2009年EASE大会从科技期刊编辑和出版人的角度对此主题进行了探讨。
编辑力图保证表述的科技研究是正确的，完整的，可访问的，可取得的，可重复的以及持久的，例如保证数据的可靠。同时，科技交流也兼有道德性的一面，对此，编辑可能很困难处理，监控诸如利益冲突，性别偏见和作者的署名等问题。2009年EASE会议的目的是为编辑们提供一个如何监控他们手上的科技论文的诚信问题的指南，使其明了何所求及何处所求。

## 相关机构
EASE附属于国际生物科学联盟（IUBS）和国际地球科学联盟（IUGS），国际标准化组织（技术委员会46/分委员会9）的A级分会，同时为 不列颠标准化研究所委员会在国际标准化组织的代表。
通过IUBS和IUGS的附属关系，学会也附属于科学联盟国际理事会（ICSU），因此正式与联合国教科文组织正式相关。
在北美洲，EASE与科学编辑委员会（CSE）及北美地球科学编辑协会（AESE）密切合作。其他联系包括非洲科学编辑学会，欧洲医学作者学会（EMWA），芬兰科学编辑与新闻工作者学会（FASEJ），英语母语编辑学会（荷兰）（SENSE），AuthorAID，英国学术与专业出版者协会（ALPSP）以及编辑与校对学会（SfEP）。
欧洲科学编辑学会为在英格兰和威尔士担保注册的有限公司-公司号4049507。
注册办公室：英国艾克斯特雷恩道创新中心艾克斯特大学植物学纪事公司。